# Michelbach-le-Bas
Michelbach-le-Bas je občina v departmaju Haut-Rhin francoske regije Alzacija.
Leta 1990 je v občini živelo 627 oseb oz. 127 oseb/km².